# Belokanys flygplats
Belokanys flygplats är en flygplats i Azerbajdzjan. Den ligger i den nordvästra delen av landet, 300 kilometer nordväst om huvudstaden Baku.
Flygplatsens designerade ICAO-kod är UB06. Landningsbanan är 1 209 meter lång och asfalterad.